# أوليفر ريد
أوليفر ريد (بالإنجليزية: Oliver Reed)؛ (13 فبراير 1938 - 2 مايو 1999)، ممثل إنجليزي معروف بحضوره القوي على الشاشة. اشتهر بأداء الأدوار البطوليه القوية. وتشمل قائمة أفلامه الفخ، أوليفر!، المرأة في الحب، هانيبال بروكس، الصدى الثلاثي، الشياطين، الفرسان الثلاثة، تومي، المنبوذ، أسد الصحراء، والمصارع.

## نشأته
ولد في لندن بيوم 13 فبراير في سنة 1938.

## حياته المهنية
عرف عن أوليفر رييد صورته الصلبة في الأفلام وفي شخصيته.يعتبر رييد من الممثلين الجيدين، وقد أحسن أداء دور الجنرال رودولفو غراتسياني الفاشي الذي قتل كثيرا من الليبيين الأبرياء في فيلم أسد الصحراء للمخرج العربي مصطفى العقاد، وشخصية الحاكم الإنكليزي لجمن الذي يقتل على يد الشيخ ضاري بالعراق أحد ابطال ثورة العشرين في فيلم (المسألة الكبرى) للمخرج العراقي محمد شكري جميل، كان آخر أفلامه فيلم المصارع.

## حياته الشخصية
توفي أوليفر في 2 مايو من عام 1999 في مالطا (61 سنة) بسبب نوبة قلبية ودفن «جوركتاون» بإيرلندا.

## أفلامه
- أوليفر.
- الفخ.
- الشياطين.
- نساء عاشقات.
- هانيبال بروكس.
- الفرسان الثلاثة.
- مجالد.
- المسألة الكبرى الذي قام ببطولته في العراق، ومثل شخصية القائد العسكري البريطاني (لجمن).
- أسد الصحراء
- المصارع
- جزيرة الكنز
- غلاديايتر

## وصلات خارجية
- أوليفر ريد على موقع IMDb (الإنجليزية)
- أوليفر ريد على موقع روتن توميتوز (الإنجليزية)
- أوليفر ريد على موقع مونزينجر (الألمانية)
- أوليفر ريد على موقع ألو سيني (الفرنسية)
- أوليفر ريد على موقع ميوزك برينز (الإنجليزية)
- أوليفر ريد على موقع تيرنر كلاسيك موفيز (الإنجليزية)
- أوليفر ريد على موقع أول موفي (الإنجليزية)
- أوليفر ريد على موقع قاعدة بيانات الأفلام السويدية (السويدية)
- أوليفر ريد على موقع إن إن دي بي (الإنجليزية)
- أوليفر ريد على موقع ديسكوغز (الإنجليزية)
- Interview from Playmen, by Michael Pergolani, 8 August 2000
- Obituary in The Daily Telegraph
- (Friday 7 May 1999). "Devil of an actor". Retrieved 24 February 2006